# 人狼ゲーム
人狼ゲーム（じんろうゲーム、英語: the Werewolf Game）は、会話と推理を中心にしたパーティーゲーム。
アメリカのゲームメーカーLooney Labsより2001年に発売された『汝は人狼なりや?』（なんじはじんろうなりや）を発端とし、ルールはモスクワ大学心理学部の学生ドミトリー・ダビドフが1986年に制作した『マフィア』が元になっているとされる。
『汝は人狼なりや?』以降は同じルールのゲームが他のゲームメーカーからも発売され、ネット上でも専用のソフトを用いて遊べるようになった。
日本では、それらを総称して「人狼」またはゲームであることを明示して「人狼ゲーム」と呼ばれる。
日本以外では、「人狼」のほか「マフィア」とも呼ばれる。
人狼ゲームの「ミラーズホロウの人狼」は、2003年のドイツ年間ゲーム大賞でノミネートされた。
日本においては「タブラの狼」のルールがもっとも普及しているといえる。

## 概要
各プレイヤーはそれぞれが村人と村人に化けた人狼になり、自身の正体を隠し欺いたりしながら他のプレイヤーと交渉したり議論したりして相手の正体を探る。ゲームは半日単位で進行し、昼には全プレイヤーの投票により決まった人狼の容疑者1名の処刑が、夜には人狼による村人への襲撃が行われる。これらによって死亡したプレイヤーは以後ゲームに参加できない。全ての人狼を処刑することができれば村人チームの勝ち、生き残った人狼と同数まで村人を減らすことができれば人狼チームの勝ちとなる。
基本的なゲームの要素は、プレイヤーが秘密に割り振られた役職(村人、人狼、占い師など)を互いに推理し合うだけのシンプルなものである。しかし推理に必要な手がかりは一部の役職で断片的に知らされる他は、すべてをプレイヤー同士のやり取りから読み取らなければならない。よって、いかに相手を説得するか、あるいは巧妙に騙し続けるかの会話による駆け引きが重要な要素となる。また、プレイヤーが自分たちで考案した追加ルールや、多種多様なローカル役職が存在することも特色に挙げられる。

## 歴史
人狼ゲームはウインクキラーに由来するとされる。1986年、ソビエト連邦のモスクワ大学心理学部にてドミトリー・ダビドフ（ロシア語: Дми́трий Давы́дов, Dmitry Davydov,Dimitry Davidoff、欧米ではディマ・ダヴィドフ〈Dimma Davidoff〉の名でも知られる）が市民とマフィアが争うマフィアといったゲームにまとめられる。これはGM（ゲームマスター）を置き、昼フェイズと夜フェイズが存在する、現在プレイされているゲームに近いものであった。これがヨーロッパ各地に広がり流行し、各地で様々なローカルルールや特殊な役職を生み出した。
インターネットが普及したことにより、1990年代後半頃よりネット上でルールがまとめられたり、プレイされたりするようになる。これにより、さらに様々なバリエーションルールが増えた。商業出版されているカードセットに含まれている特殊な役職の多くは、この頃に考案されたものが多い。
1997年頃、アメリカのアンドリュー・プロトキン (Andrew Plotkin) は、マフィアのゲームの背景を、狼人間と人間の戦いに置き換えることを思いつく。これは、ゲームと雰囲気があっていたため、従来のマフィアとともにアレンジバージョンとして広まった。（日本においては人狼vs村人の設定が主流であるが、海外においてはオリジナルであるマフィア版と人狼版の双方がプレイされている。ルールとしては基本的に同じである。）
それまでのマフィア及び人狼は、役職カードを自作したり、トランプなどで代用してプレイされていたが、2001年にアメリカのLooney Labs.が商業版のカードセット「Are You a Werewolf?」を販売する。これをはじめに各社から商業版のカードゲームが出版されるようになる。

## 基本的な遊び方

### ゲームの準備
各プレイヤーは、お互いを見通せるように円になるなどして着席する。プレイヤーのうち1名がゲームマスター（以下GM）となり、司会進行を担当する。GMはあらかじめ決めておいても、役職を決定するときにランダムに決めてもよい。
GMは役職名が記載されたカードをランダムに配るなどして、お互いの正体がわからないように各プレイヤーに役職を割り振る。

### 夜（襲撃ターン）
（例：「夜が来ました。プレイヤーは眠りについてください」）
GMは全員に夜が来たことを告げ、プレイヤーに目を閉じ頭を下げるよう指示する。
次にGMは人狼に目を覚ますように伝え、誰を襲撃するかを指定させる（例：「人狼は目を開けてください。今晩誰を襲撃するかを決めてください」）。人狼は、黙ったまま襲撃対象のプレイヤーを指定する。人狼が複数いる場合は、人狼同士で黙ったまま身振り手振りで相談し、1名の襲撃対象を決める。対象が決定したら人狼は目を閉じる。
次にGMは占い師に目を覚ますように伝え、誰の役職を占うをかを指定させる（例：「占い師は目を開けてください。今晩誰の役職を占うかを決めてください」）。予言者は黙ったまま予言対象のプレイヤーを指定する。GMは周囲に気づかれないよう、あらかじめ決めておいた手振りや、カードを見せるなどして対象のプレイヤーが人狼かそうでないかを予言者に伝える。その後予言者は目を閉じる。

### 昼（投票ターン）
（例：「夜が明けました。昨晩の犠牲者は○○さんです」）
GMは全員に夜が明けたことを宣言し、昨夜狼に襲撃されたプレイヤーの名前を告げる。人狼に襲撃されたプレイヤーは死亡し、ゲームから除外される。狩人の護衛等により、襲撃が失敗した場合は、その夜の犠牲者はなしとなる。
その後、生存者同士で人狼を探すための、数分間の自由な話し合いが行う。（ただし、GMや死亡者、非参加者達と話をしてはいけない。）会話の内容は自由であり、村人側でも味方を混乱させない程度であれば、自由に嘘をついて良い。自らの役職を明かすのも自由であるが、役職カードを公開してはいけない（カードを公開できる役職もある）。
（例：「投票の時間になりました。話し合いをやめてください」）
時間が経過したら、GMは会話を中断させる。生存者は多数決を投票で行い、1名の処刑者を互選する。最大得票者が複数出現した場合は、決選投票を行う、ランダムに決定するなどして1名を決定する。処刑対象に選ばれたプレイヤーは死亡しゲームから除外される。最後の一言を言って手がかりを残すルールもある。
ここで昼は終了し、ゲームが終了するまで夜と昼を繰り返す。

### ゲームの終了条件

#### プレイヤーが死亡した場合
人狼の襲撃または処刑され死亡したプレイヤーはゲームから除外され、ゲーム全体が終了するまで会話してはいけない。もちろん、黙ったまま（表情やジェスチャーなどで）生存者に何かを伝えようとすることもできない。処刑投票に参加することもできない。死亡したプレイヤーの正体は、全員に明かされる（または、ゲーム全体が終了まで伏せておくというルールもある。あらかじめ決めておく）。ゲームの終了時に、同陣営の生存者と勝敗を共有する。

#### ゲーム全体の終了条件
以下のいずれかの条件が達成された時点で、GMはゲーム終了を宣言する。
- 人狼がすべて死亡した場合 - 村人陣営の勝利となる。
- 村人の人数が人狼と同数、またはそれ以下となった場合 - 人狼陣営の勝利となる。
- その他の陣営が存在している場合 - 役職独自の勝利条件を持つプレイヤーがおり、勝利条件を満たしている場合、その陣営は勝利となる（#第3陣営にて後述）。

## 主な役職
初期に販売されたAre You a Werewolf?は、人狼・占い師・村人だけのシンプルな構成であったが、2001年の『デュスターバルドの人狼』、2002年の『タブラの人狼』などは様々な役職を追加している。この2作品では「ボディガード」「霊媒師」「狂人」が追加されている。
基本的な役職として、『人狼読本』では「村人（市民）」「占い師（予言者）」「狩人（ボディガード、騎士）」「霊能者（霊媒師）」「共有者」「ハンター」「人狼」「狂人（裏切り者）」「妖狐（狐、ハムスター人間）」の9種を挙げている。役職の名称はメーカーや翻訳の違いによって異なることも多いため、以下では別名も合わせて記述する。

### 村人陣営
村人陣営の勝利条件は、人狼の全滅である。
村人（市民、人間）
参加者の多数。特殊な能力を何も持たない一般人。
占い師（予言者、預言者）
夜の間にプレイヤーの中から1人を指定し、そのプレイヤーが人狼か否かを知ることができる。
霊能者（霊媒師）
昼に処刑されたプレイヤーが人狼か否かを、夜の間に知ることができる。人数が少ない場合はいない場合がある。その性質上、死亡時に役職が公開されるルールでは使用されない。
狩人（ボディガード、騎士、戦士、用心棒）
夜の間にプレイヤーの中から1人を指定し、そのプレイヤーを人狼の襲撃から守ることができる。ルールによっては同じプレイヤーを連続で守れない場合がある。
共有者（フリーメイソン会員、双子）
通常は2人一組の役職であり、お互いを共有者であると認識できる。つまり自分以外に1人、確実に人間であるプレイヤーを知ることができる。
カードセットによっては3枚用意されていて、3人一組で使用される場合もある。よく似た役職として、「恋人」がある。
恋人
2人一組の役職であり、お互いを恋人であると認識できる。1人が死亡すると、もう1人も後を追って死亡する。
他の役職と異なり、あらかじめGMが恋人の2人を指名しておき、ゲーム開始時の夜に各プレイヤーへと伝える。指名された2人が異なる陣営の場合は独立した陣営となり、勝利条件が「ゲームの終了時に生存している場合」となる。
カードセットによっては役職「キューピッド」によって指名される。
ハンター
襲撃または処刑で死亡する際に、生存者1人を選んで道連れにできる（ルールによっては、誰も道連れにしないことも可能）。よく似た役職として、「猫又」や「わら人形」がある。
猫又（埋毒者）
人狼に襲撃されて死亡する際に、人狼1人をランダムで道連れにする。処刑された場合は、生存者1人をランダムで道連れにする。
わら人形
襲撃または処刑で死亡する際に、生存者の中から1人を選んで道連れにする。ハンターと異なり、ゲーム終了時でも能力を発揮できる。
牧師
襲撃されたとき、1回だけ耐えることができる。
独裁者
COすることで、誰か一人を強制的に処刑できる。
役人(市長、村長)
2票投票できる。別々の人には投票できず、同じ人に2票入れることになる。
怪盗
誰か一人から役職を盗める。盗まれた人が怪盗になる。

### 人狼陣営
人狼陣営の勝利条件は、人間を人狼と同数以下まで減らすことである。
人狼
人間に化けた狼であり、村人を騙して捕食する。夜の間に人狼以外のプレイヤーの中から1人を指定して襲撃する。人狼が複数いる場合は、お互いを人狼であると認識できる。
黒狼
毎晩1人選んで襲撃する点は、人狼と同じ。5日に1回、1晩に2人選ぶことができ、「騎士」に守られていても襲撃は成功する。
狂人（憑依者、裏切り者、多重人格者）
人狼の味方をする人間。人間であるため、占い師や霊能者にも人狼ではないと判断される。特殊な能力は持たず、嘘をつくことなどによって村人陣営を混乱させ、人狼に有利になるように動く役割を持つ。人狼同士と異なり、人狼と狂人はお互いを把握できない。
狂信者（内通者）
狂人の強化版であり、他の人狼全員を把握できる。ただし、人狼からは狂信者を把握できない。
黒猫
狂人の強化版。処刑された時に村人陣営から1人を道連れにする。

### 第3陣営
村人陣営にも人狼陣営にも属さず、独自の勝利条件を持つ。
妖狐（狐、ハムスター人間、妖魔）
第3陣営の一種であり、人狼に襲撃されても死亡しないが、占い師の能力の対象になると死んでしまう。占い師や霊能者には人間と判断される（ルールによっては、妖狐と判断される場合もある）。
村人陣営か人狼陣営のどちらかが勝利条件を満たした時、自分が生存していればその陣営の代わりに勝者となる。恋人と異なり、人間でも人狼でもないためにいずれにもカウントされない。

## 主なカードセット
カードセットごとに役職やルールに独自のアレンジを加えて販売されている。海外においては、プレイヤーが独自に作成したカード画像なども多く公開されている。

### 海外のカードセット
汝は人狼なりや? （Are You a Werewolf?）/ Looney Labs.（アメリカ） 2001年
村人、人狼、占い師だけのごくシンプルなカードセット。
ミラーズホロウの人狼（Les loups-garous de Thiercelieux）/ Die Werwölfe von Düsterwald、Asmodée Editions（フランス）2001年
独語版は「デュスターヴァルドの人狼」、英語版は「ミラーズホロウの人狼」というように、言語版によってタイトルが異なる（内容は同じ）。日本では主に独語版、英語版が普及しているため、そちらの名前で呼ばれている。2003年ドイツ年間ゲーム大賞でノミネート。作品は最初のライセンスフリーのゲームとされる。
新月（Nouvelle Lune）2006年
上記の追加カードセット。
タブラの狼（Lupus in Tabula）/ daVinci（イタリア） 2002年
日本でもっとも普及している。2004年及び2009年に、カードやガジェットなどが追加されている。
なお、日本語版のタイトルは「タブラの人狼」になっている。
究極の人狼（Ultimate Werewolf）/ Bezier Games（アメリカ） 2007年
インターネットでよくプレイされている特殊役職を多数収録した集大成的なもの。基本セットのみで38種、拡張セットまで全て含めると62種となる。
日本においては複数の業者が輸入販売しているため、邦題には店によって差異がある場合がある。
日本には、「Are You a Werewolf？」が最初に輸入され、「汝は人狼なりや?」という邦題がつけられた。その後、他社製品が輸入された際に、「ミラーズホロウの人狼」や「タブラの狼」についても、汝は人狼なりや?のAsmodée版、daVinci版と名付けて販売していたショップがあったため、他社版についても「汝は人狼なりや?」と呼称される場合がある。

### 日本で開発されたカードセット
うそつき人狼 / 株式会社人狼 2012年
初心者から上級者まで楽しめるゲームがコンセプト。日本版カード人狼における草分け。
会話型心理ゲーム人狼 / 株式会社幻冬舎 2013年〜
株式会社人狼が監修したカードセットのシリーズ。書店で購入可能。
会話型心理ゲーム人狼 / 株式会社幻冬舎 2013年 ISBN 978-4-344-97668-9
役職は、人狼・市民・予言者・ボディーガード・霊媒師・裏切り者の基本的な6種類。新版である『会話型心理ゲーム人狼カード』が2016年に発売された。
会話型心理ゲーム人狼DX / 株式会社幻冬舎 2015年 ISBN 978-4-344-97827-0
役職は、『会話型心理ゲーム人狼』の6種類にハンター・共有者・タフガイ・独裁者・妖狐を加えた11種類。
会話型心理ゲーム人狼カード / 株式会社幻冬舎 2016年 ISBN 978-4-344-97853-9
2013年に発売された『会話型心理ゲーム人狼』の新版。役職は、旧版である『会話型心理ゲーム人狼』と同じく6種類だが、カードの枚数がやや少なくなっている。
会話型心理ゲーム人狼SUPER DX / 株式会社幻冬舎 2017年 ISBN 978-4-344-97943-7
役職は、『会話型心理ゲーム人狼DX』の11種類にカウンセラー・奇術師・罠師・騎士団・影武者・人狼の子ども・裏切りの共有者・内通者・スパイ・神様・恋人・一匹狼・アンドロイドを加えた24種類。
月夜の人狼 / 楽々亭 2013年
テストプレイを重ねて作ったという、多彩な役職が特徴。基本セットで57種とカードセット中最多。
闇夜の人狼
上記カードセットの拡張版。基本セットにもさらに別の役職が割り振られる。
セキュリティ専門家 人狼（セキュ狼） / JNSA 教育部会 ゲーム教育プロジェクト 2017年
カードゲームを通してサイバーセキュリティを学ぶことができる。日本ネットワークセキュリティ協会が「Network Security Forum 2017」で発表、2019年にはAndroid用無料ゲームアプリ「セキュ狼-『セキュリティ専門家 人狼』モバイル：SECWEREWOLF MOBILE」（セキュ狼モバイル）も発表した。

## バリエーション
海外においては古くから普及しているため、派生したゲームやルールも多い。（en:Mafia (game)を参照）。以下に、日本で派生したゲーム及び作品を挙げる。
インターネット人狼
コンピュータによるチャットなどでも行うことが可能である。また、他のオンラインゲームのプレイヤー同士でも活発に行われている。インターネット上の人狼や人狼BBSを参照。
ダハブゲーム
バックパッカーによって「ダハブゲーム」としてアレンジされたものが、海外の日本人宿などで普及している。専用カードの代わりにトランプを利用し、王（人狼に相当）と平民に分かれてプレイする。

### テレビ番組・パフォーマンス
本作のプレイを見せることを目的としたものと、本作をアレンジした企画の両方を含む。
人狼〜嘘つきは誰だ?〜
フジテレビ系列で放送されたゲームバラエティ番組
ジンロリアン〜人狼〜
TBS系列で放送されたゲームバラエティ番組
クイズ!スパイ2/7
フジテレビで放送されたクイズ番組
アルティメット人狼
ニコニコ生放送で配信されているネットテレビ番組
人狼 ザ・ライブプレイングシアター
本作を舞台上で、プロの役者が生プレイし即興劇として演じる。
芝居力No.1決定戦 7.2人狼（ななにー人狼）
AbemaTVで月1回配信される『7.2 新しい別の窓』で行われる人狼ゲーム。メインMCの稲垣吾郎・草彅剛・香取慎吾の3人にゲスト6名を加えた9人で行われる。
構成は「ななにー」にちなみ市民サイド7人（市民6人・騎士1人。当初は騎士2人）、人狼2人。占い師の役職はない。昼の会議では議論及び投票を行い、最多得票を集めた者がセットのギロチンによって「処刑」される。処刑される人物が市民か人狼かは処刑前に発表される。夜のターンでは各自個室に入り、騎士は護衛対象を決定、人狼は隠れて集まり捕食対象を決定。翌日の昼会議に戻らなかった人物が「捕食」となる。
疑心暗鬼大喜利バトル〜滑狼〜
大喜利と組み合わせたゲームで、お笑い芸人の舞台パフォーマンスとして主に吉本興業主催のライブで行われる。
芸人チームと滑狼に分かれ、滑狼は大喜利に対して滑った回答をし続けるというルール。
人狼RPG
YouTubeで活動するゲーム実況グループ「White Tails」がマインクラフトを用いて制作したゲーム。本来の人狼ゲームと比較して、ルールに以下のような差異がある。
- 人狼は昼のターンの間も他のプレイヤーを攻撃することができる。
- 役職は人狼・村人(市民)・共犯者(狂人)・吸血鬼(妖狐)・狼憑きのみ。それ以外の役職効果はアイテム化(「占い師の心」「騎士の加護」「霊媒師の遺灰」など)され、ショップで常時購入可能。
- 市民も夜のターンに行動でき、フィールド内に発生するスケルトンを倒すと、前述のショップ用通貨となるエメラルドをランダムに手に入れることができる。
- なお、White Tailsはこの他にも人狼ゲームのルールをベースとし、マインクラフトをプラットフォームとしたオリジナルゲームを多数制作している。

THE★JINRO
いわゆる人狼ゲームを元にした舞台、「新感覚！スペクタクルステージ『THE★JINRO』―イケメン人狼アイドルは誰だ！！―」（略称:『THE★JINRO』）が、2020年6月30日〜7月5日（昼夜上演・計12公演）に東京・新宿シアターモリエールで上演された。恵比寿・エコー劇場で上演予定だったが、新型コロナウイルスの感染拡大への防止対策のため、会場変更となった。
人狼バトル
声優（あるいはコスプレイヤー）が出演するマリン・エンタテインメント主催の企画DVDシリーズ、配信イベント、リアルイベント。

### 小説・漫画作品
人狼ゲーム
本作をテーマにした川上亮による小説。漫画・映画など幅広くメディア化される。
月見月理解の探偵殺人
本作を基にした明月千里による小説。「探偵殺人ゲーム」を題材とする。
人狼ゲーム〜人事の悪夢〜
スマートフォンアプリ『人狼ゲーム〜牢獄の悪夢〜』作者による本作を基にした小説。
死神遊戯の契約者シリーズ
死神遊戯の契約者 -Green- セブンデイズ・ゲーム
死神遊戯の契約者 -Red- ナンバー・エイト
ライトノベル。本作を基にしたことを後書きで明言している。
Doubt
本作を基にしたゲームを描いた漫画作品。
汝は人狼なりや?
2008年開始のプリ山ペニ夫の漫画作品。もとは個人のウェブ漫画だったが、作画を変え商用漫画サイトで掲載されたのち、｢汝は人狼なりや? -true or lie-」として出版。過激な描写がありR15。

### コンピューターゲーム等
DEATH NOTE -デスノート- キラゲーム
漫画『DEATH NOTE』をモチーフとしたニンテンドーDSソフト。
人狼ゲーム 〜牢獄の悪夢〜
iOS/Android用アプリ。オフラインでの人狼ゲームをサポートするためのアプリで、参加者のうちひとりがインストールすれば、GMがいなくてもゲーム進行可能となる。基本役職以外を使うのは有料となる。
326人狼
オフライン対戦サポート用iOSアプリ。イラストレーターの326がプロデュースし、株式会社クリップスが制作した。
レイジングループ
日本の集落に伝わる伝承として人狼の世界観が表現されているアドベンチャーゲーム。
Among Us
SF世界を舞台としたマルチプレイのアクションゲーム。宇宙船の乗員となり、メンテナンスをするクルーメイトと妨害活動をするインポスターに分かれる。
グノーシア
SF世界を舞台としたアドベンチャーゲーム。宇宙船の乗員に紛れ込んだ正体不明の敵「グノーシア」が本作における人狼にあたる。
Village of Cyber
電脳の村によるフリーソフトウェア。第三者の視点からゲームを進行できる。
その他スマートフォン用アプリ
オンラインで人狼ゲームをプレイするためのアプリとしては「汝人狼也」(掲示板形式)や、「人狼オンラインX」「人狼オンラインZ」「人狼ジャッジメント」(チャット形式)などがある。

### 類似ゲーム
「汝は人狼なりや?」をもとにした類似ゲームには下記のようなものがある。
ルプスブルグ
タブラの狼をGMなしで4人 - 8人で遊べるようにしたゲームである。人狼と村人チームの戦いだけでなく、村人同士の個人戦にもなっている。
ワンナイト人狼
ニコニコ動画運営の奥井晶久によって考案されたアレンジ版。ゲームマーケット2012秋にて初出。プレイヤーは3人から7人まで。少人数かつ短時間で遊べるようにルールがアレンジされている。ゲーム開始後最初の昼の投票で決着がつく。「ワンナイト」の名の通り、夜は役職カード配布直後の1回しかない。
基本ルールでは、必ず役職カードが何枚かGMの手元に残った状態でプレイを行うため、そのプレイで除外された役職を推理する事も攻略の鍵となる。まず、役職配布直後の夜パートでは占い師が任意の1名、もしくは配布されなかった役職全てを閲覧し、次に人狼が互いの仲間を確認し（この時、会話は不可）、次に怪盗は任意の1名の役職カードを自分の役職（怪盗のカード）と任意で交換することが出来る（閲覧できるのは交換後）。ゲームの結果は怪盗が役職を交換した後のものが適用され、怪盗の被害にあったプレイヤーは怪盗にしか分からないため、初期役職が人狼だったプレイヤーが知らない間に村人陣営である怪盗になっている可能性を前提にプレイを行わなければならない。なお、昼パートの会話で村に人狼がいないという合意に至った場合は各プレイヤーに1票ずつ（多くのハウスルールでは右隣のプレイヤーを指定）入れることでその結論をゲームマスターに示す。
超高校級の人狼
ゲーム『ダンガンロンパ』シリーズのキャラクターと設定を取り入れたゲーム。固有の能力を持つキャラクターカードやアイテムカードが多数導入されており、役職も一部異なる。

## 日本国内でのインターネット上の人狼
日本ではTable@のaduma氏がタブラの狼をもとに、インターネット向けにアレンジして公開したものを皮切りに、様々な派生版、移植版が登場した。多くでGMの役割はコンピュータが果たす。それぞれのルールは細部で異なることが多い。また、これら以外にもスマートフォンの普及に伴い、人狼ゲームを題材にした携帯アプリが存在する。
チャット形式
CGIまたはPHPでコードを記述したものが主流。1回のプレイが30分〜2時間前後となる短期戦で遊ばれる事が多い。サーバーによって戦法や参加層に特徴がある。実際に村に参加する前に、各サーバーのwikiや過去ログを読んだり、進行中の村を観戦することが推奨される。
続わかめてエディション（わかめて鯖）
多人数用。8〜30人でプレイ可能だが、主に12人以上の村が建つ。16〜17人の村を普通村と呼ぶ。30人村が立つこともある。特殊役職は猫又、子狐、大狼等がある。種類は少ないがGMの裁量次第で様々な特殊村を行うことができる。特殊ルールとして占い師2人や、デビルトリガー、デスノート等の設定も行なうことが出来る。発言ログを手動で取る必要があるため、多くのプレイヤーが「人狼わかめてメモ」などの支援サイトを利用している。
桃栗三年サーバー（桃栗鯖）
少人数用。4〜10人で遊ぶ。わかめて鯖に比べて特殊役職が多い。8人以上の村にトリップを付けて参加し勝利すると桃栗ポイントが貯まり、ポイントを消費して最大15人までの特殊村を開催することができる。知り合い同士で人狼ゲームを行う際に使われることも多い。わかめて鯖のプログラムを流用しているため、わかめて鯖ユーザーにとっては非常に操作しやすい。わかめて鯖の支援プログラムは桃栗鯖でも使用可能であることが多い。
るる鯖「汝は人狼なりや?」
4〜30人でプレイ可能。13人村、19人村など建つ村の傾向がわかめて鯖とは異なる。希望役職制にすることもでき、村が始まる前に希望の役職を選ぶとその役職に就きやすくなる。わかめて鯖のサーバーが落ちた際の緊急避難場所として始まったという噂があり、デフォルトでわかめて鯖の欠点の幾つかに対応している（わかめて鯖では支援サイトを利用することでこれらの欠点を補う）。上記二つとは異なり、Java言語で作成されている。
月下人狼
2011年に開始。およそ100種ある膨大な役職が特徴で、最大7陣営に分かれゲームプレイ可能。多彩な闇鍋モード(どの役職が出てくるか分からないゲームモード)を持つ。死ぬまでそのプレイヤーの役職が確定しない量子人狼や、死んだ人間が違う役職で蘇るエンドエレスモードなど、変わり種な遊び方も提供されている。また、リアルタイムで、自由度がとても高い。
人狼オンライン
「yahoo人狼」と呼ばれることもある。2014年9月から2016年3月31日まで運営されていた。サービス終了を受け、有志により人狼オンラインを元にした「えけけ鯖」が開始された。
人狼パーティー
2016年7月にハンゲームで正式サービスを開始。人狼オンラインと同じように多彩なアバターでプレイされ、MMORPGのような雰囲気である。基本プレイは無料で、有料アイテムとして役職カードやスタミナの回復アイテムなどが販売されている。役職の希望カードを使用すれば希望の役職になれる可能性が高くなる。人狼オンラインと違い、役職やルール設定が増え、様々なカスタムルームが建てられる。しかし、開発環境の変化やシステムの老朽化のため2019年3月27日のハンゲーム全体メンテナンスをもってサービス終了となる予定。
人狼オンラインX
2013年7月24日にWeb版とAndroid版、2013年8月にiOS版が配信開始された人狼アプリゲーム。人狼BBSを元にしてアプリ用に開発された。1日の長さは15分から24時間まで設定できる。2013年12月には英語版もリリースされた。
人狼ジャッジメント
2018年2月22日に配信開始となった初の人狼アプリゲーム。対立陣営を自分の能力によって潰したら勝つという人狼ジャッジメントルールを採用されているが、役職がかなり多いので基本役職での初心者向けから複雑な能力持ち役職での上級者向けまで様々な能力持ちで楽しめる。
人狼殺
2018年4月27日に配信開始となった国内初のセルフボイスオンライン人狼ゲーム。対面人狼などとは違い席順が決まっているだけでなく、60秒の発言時間（コインで40秒の追加時（間投入が可能）が確保できる。
掲示板形式
チャット形式と異なり、ゲームの1日を実際に一日かけてゆっくりプレイする「長期人狼」の形式が多くプレイされている。1回のゲームが通常1週間前後。昼フェーズと夜フェーズを並行して行う。人狼BBS他、さまざまなサーバーでプレイされる。
ウルティマオンライン
2005年にはMMORPG『ウルティマオンライン』の発売元であるエレクトロニック・アーツとタブラの狼の発売元であるdaVinciの間で公式サポート化の合意がなされ、ウルティマオンライン内でのプレイが公式に認められている。
Skype人狼
SkypeとJinro!SEというツールを用いて行う。対話をリアルタイムで行うため、チャット形式やBBS形式とは違った楽しみ方ができる。
その他
インターネット・リレー・チャット、MMORPG、SNSなどを用いてプレイされることもある。また、ゲームマスター役とチャット等の通信手段さえあれば人狼はプレイできるため、媒体は事実上無限といえる。例えば、LINEなどでプレイできる人狼GMなどがある。